# Eleonora Soldo
Eleonora Soldo, née le 17 janvier 1984 est une coureuse cycliste italienne.

## Palmarès sur piste

### Championnats du monde
- Los Angeles 2005
  - 5e du scratch

### Championnats d'Europe
- Fiorenzuola 2005
  -  Médaillée de bronze du championnat d'Europe du scratch espoirs
- Valence 2004
  -  Championne d'Europe du scratch espoirs
  -  Médaillée de bronze du championnat d'Europe de l'omnium
- Moscou 2003
  -  Médaillée d'argent du championnat d'Europe de la course aux points espoirs
- Büttgen 2002
  -  Championne d'Europe de la course aux points juniors
- Fiorenzuola 2001
  -  Médaillée de bronze du championnat d'Europe de la course aux points juniors

### Coupe du monde
- 2004-2005
  - 2e du scratch à Los Angeles
- 2003
  - 2e de la course aux points à Aguascalientes

### Championnats nationaux
- 2003
  - 3e du scratch
- 2005
  - 2e du scratch
- 2008
  - 2e de la course aux points